# Syndromologie
Die Syndromologie (griechisch σύνδρομος, von συν~, syn~: zusammen~, mit~ sowie δρόμος, drómos: der Weg, der Lauf und griechisch λόγος „Lehre“, „Sinn“, „Rede“, „Vernunft“) ist die Lehre von den Syndromen und als solche Bestandteil der Erforschung von Pathogenese und Ätiologie verschiedener Krankheitsbilder.

## Klinische und molekulare Syndromologie in der Genetik
Die klinische und molekulare Syndromologie als Teilgebiet der Genetik beschäftigt sich mit der Korrelation genetischer Faktoren und der Ausprägung von Fehlbildungs- oder Retardierungssyndromen (geistige oder körperliche Entwicklungsverzögerungen) und beinhaltet primär die Dysmorphologie.
Aus der charakteristischen Kombination bestimmter Fehlbildungen oder Anomalien werden Rückschlüsse auf die zugrundeliegende Entwicklungsstörung gezogen. Falls die Ursache in der Veränderung einer bekannten Erbanlage vermutet wird, kann versucht werden, dies durch eine Genanalyse, meist aus Blutzellen, zu bestätigen. Erkenntnisse über die Ursachen einer Fehlbildung oder Erkrankung ermöglichen einerseits die bessere Abschätzung von Krankheitsverlauf und notwendiger diagnostischer Begleitung (Kontrolluntersuchungen), können andererseits Auskunft darüber gegeben, ob und mit welcher Wahrscheinlichkeit sich die Erkrankung in der Familie wiederholen kann. Falls eine Erbanlage für eine bestimmte Entwicklungsstörung noch unbekannt ist, in der Familie aber mehrere Betroffene leben, kann im Rahmen einer Familienuntersuchung versucht werden, die verantwortliche Erbanlage zu identifizieren.

## Geschichte
Johann Friedrich Meckel der Jüngere gilt als Begründer der Syndromologie; er hatte bereits 1822 im Rahmen seiner Forschungen über das Meckel-Syndrom Vererbung als Ursache vieler, familiär gehäuft auftretender Anomalien postuliert.